# Charles Curtelin
Charles Curtelin, né le 5 mai 1859 et mort le 6 octobre 1960, est un peintre lyonnais du XXe siècle.

## Biographie
Charles Curtelin est un fidèle douanier mais aussi peintre, né en Savoie, aux Échelles, le 5 mai 1859 et mort le 6 octobre 1960. Il a à peine un an lorsque les habitants de la province-frontière ratifièrent le traité franco-italien. Il est conduit à Bordeaux par M. Jacquemet (directeur régional à Lyon) en tant que jeune fonctionnaire. Il y restera ainsi douze ans, au service de jauge des navires. Puis il revient à Lyon où il fonde son foyer avec Mlle Noélie Gente (fille d’un contrôleur des Douanes) qui lui donnera deux fils : Georges Curtelin, en qui il voit renaître cette vocation d’artiste, et Marcel Curtelin, curé archiprêtre de Neuville. Il passe plus d’un quart de siècle, rue Jean Baptiste Dugas-Montbel dans laquelle il prend sa retraite comme vérificateur principal en 1922. Bien que Charles Curtelin ait débuté dans les douanes, à Modane, qui restent chères à son cœur ; il renoue, en 1923, avec sa première passion : le dessin, la peinture… mais en réalité, il ne l’a jamais vraiment oubliée car même à Bordeaux, il rencontrait des peintres et s’évadait parfois, lui-même, au travers de la peinture. En 1960, il est alors perçu comme le doyen des « Savoyards de Lyon ».

## Formation et influence
Charles Curtelin passe quelque temps à Paris où il est élève de Louis-Alexandre Cabié, peintre naturaliste français qui l’inspirera par la suite dans la réalisation de ses œuvres. Il étudie également au collège de Rumilly et au Rondeau de Grenoble dans lesquels il prend goût aux arts, en particulier auprès de l'abbé Guétal, artiste peintre distingué qui lui apprend beaucoup. D’autre part, Charles Curtelin admire et aime également les maîtres de l'Ecole de Lyon . 
l’Ecole Lyonnaise qui ont une certaine influence sur cet artiste dont les tableaux sont consacrés à la représentation de la nature.

## Exposition
À partir de 1897 et jusqu’en 1912, les œuvres de Charles Curtelin sont exposées au Salon de Lyon.

## Récompense
Le 5 mai 1959, à l’occasion de son centième anniversaire, Charles Curtelin reçoit la médaille d’honneur des Douanes, auxquelles il a consacré une bonne partie de sa vie.

## Œuvres picturales
Ce peintre reproduit des paysages et surtout des marines de Picardie, de Normandie, de Bretagne… Il réalise ses tableaux à l’huile et à l’aquarelle, principalement en monotype. En voici quelques-uns :
- Le Soir
- Étang de Lacanau
- Brouillard en Gironde

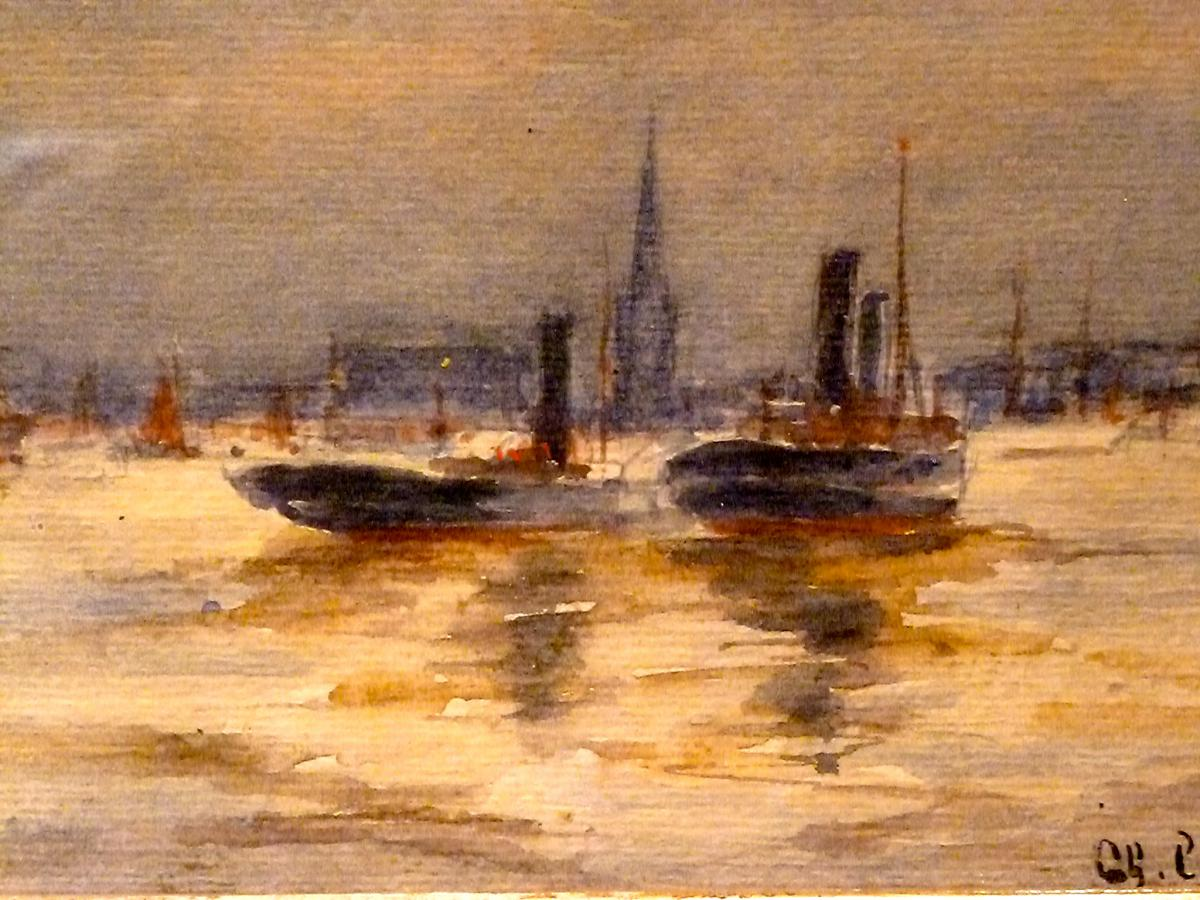
La Rochelle, activités dans le port (Charles Curtelin)

- Soleil couchant à Boulogne-sur-Mer
- Matinée grise au Tréport
- Chemin de Pinède (44*33cm) qui est estimé, lors d’une mise aux enchères, à environ 2000 euros.
- La Rochelle, activités dans le port (12*19 cm)

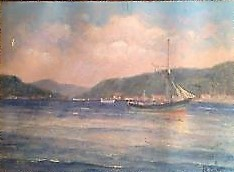
L'Étang

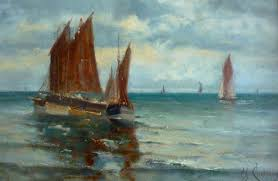
Thoniers au large

- Port de Boulogne
- Rade de bateaux
- Bassin d’Arcachon
- Le Matin dans la Lande

- Marée haute au Tréport
- L'Étang

## Analyse deThoniers au large
Cette œuvre est une aquarelle, représentant un paysage marin. Le tableau est composé d'une dominante de bleu pour le ciel et la mer et d'un rouge marronné  qui attire davantage le regard sur les bateaux. Les couleurs utilisées sont plutôt pales et non vives. C'est une image assez floue et peu précise qui rappelle les techniques impressionnistes utilisées au cours de ce siècle par d'autres artistes tels que Claude Monet. Malgré tout nous pouvons observer le mouvement de l'eau et une certaine perspective créée par l'effet de profondeur et la structuration de plans. En effet, au premier plan nous pouvons voir un bateau. Puis le second plan vient avec le rapetissement des bateaux. De plus nous distinguons une ligne d'horizon située entre le ciel et la mer qui affirme cette perspective.
En règle générale les œuvres picturales de Charles Curtelin illustrent majoritairement des paysages marins et reprennent les techniques énoncées ci-dessus.
Finalement Charles Curtelin se place plus d'un côté de l'art décoratif que de l'art engagé et fait de son travail un loisir plutôt qu’un métier.